# Антонівка (Теофіпольська селищна громада)
Анто́нівка — село в Україні, у Теофіпольській селищній громаді Хмельницького району Хмельницької області. Розташоване на північному заході району. До 2020 підпорядковувалося Човгузівській сільській раді. Засноване у 1927 році.
У селі 15 дворів, 20 мешканців (2007).

## Історія
7 (20) листопада 1917 року, відповідно до.Третього Універсалу Української Центральної Ради, увійшло до складу Української Народної Республіки.
12 червня 2020 року, відповідно до розпорядження Кабінету Міністрів України № 727-р «Про визначення адміністративних центрів та затвердження територій територіальних громад Хмельницької області», увійшло до складу Теофіпольської селищної громади.
19 липня 2020 року, в результаті адміністративно-територіальної реформи та ліквідації Теофіпольського району, село увійшло до складу Хмельницького району.